# Grou

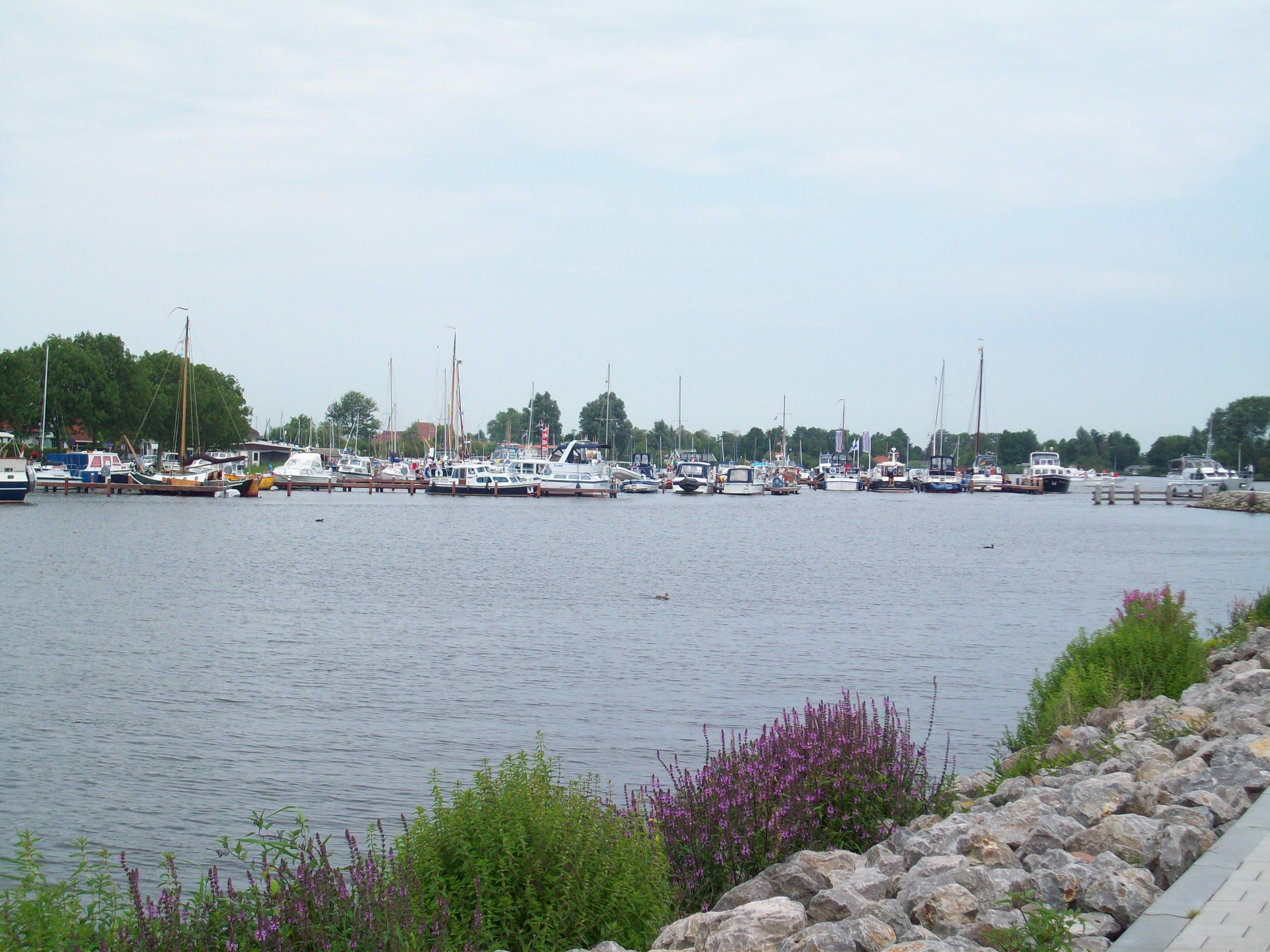
Il porticciolo di Grou

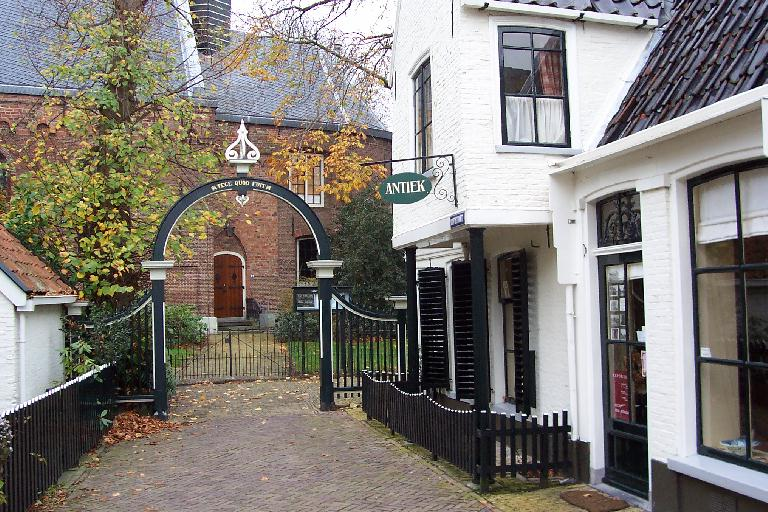
Edifici di Grou

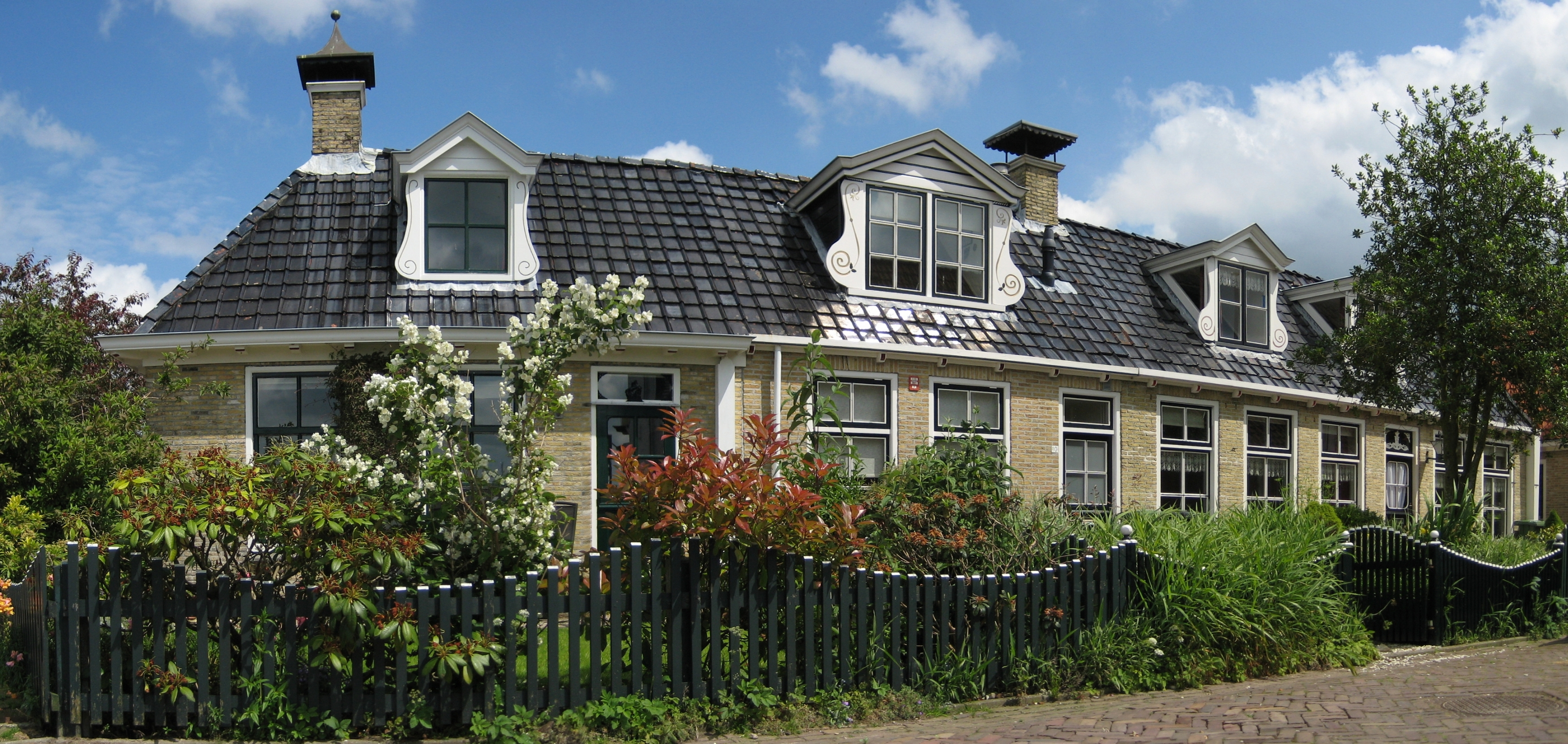
Altro edificio storico di Grou

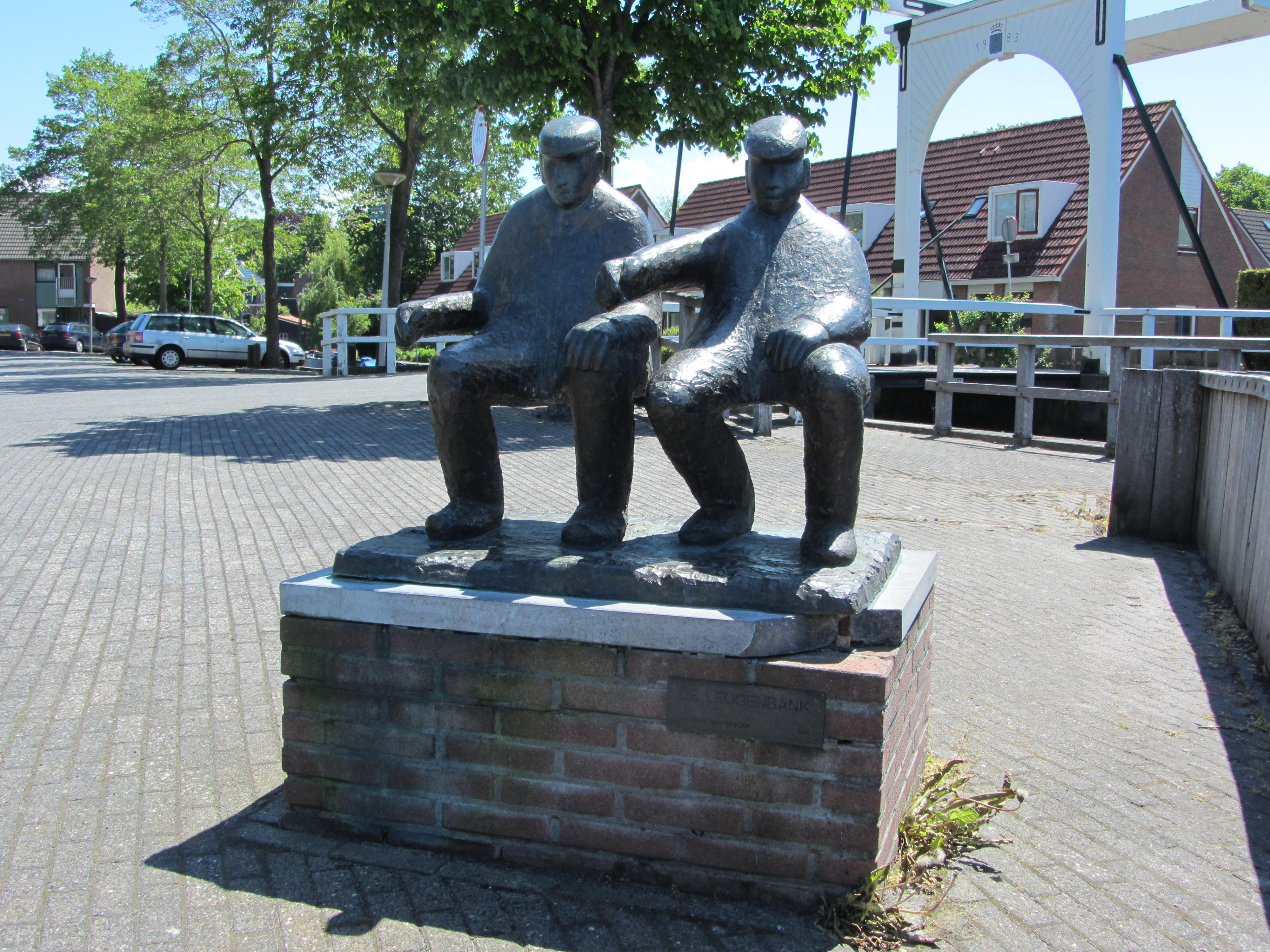
Scultura a Grou

Grou  (in olandese: Grouw)  è un villaggio di circa 5.700 abitanti;  del nord-est dei Paesi Bassi, facente parte della provincia della Frisia e situato lungo il Prinses-Margriet-Kanal. Dal punto di vista amministrativo, si tratta di una frazione del comune di Leeuwarden; precedentemente (fino al 1983), aveva fatto parte della municipalità Idaarderadeel e successivamente (fino al 2013) della municipalità di Boarnsterhim, di cui era il capoluogo .

## Geografia fisica
Grou/Grouw si trova nella parte centrale della provincia della Frisia in una zona lacustre, tra le località di Sneek e Garijp (rispettivamente a nord-est della prima e a sud-ovest della seconda) e tra le località di Bolsward e Drachten (rispettivamente ad est della prima e ad ovest della seconda) a circa 20 km a sud di Leeuwarden e a circa 10 km a nord di Aldeboarn/Oldeboorn.

## Storia

### Simboli
Nello stemma di Grou sono raffigurati due pesci su sfondo blu.
Lo stemma ricorda la vocazione della popolazione locale verso la pesca. Il colore blu rappresenta l'acqua.

## Monumenti e luoghi d'interesse
Grou conta 43 edifici classificati come rijksmonumenten.

### Museo 'Hert fan Fryslân' (ex-municipio)
Tra i luoghi d'interesse di Grou, figura l'ex-municipio, realizzato nel 1942 su progetto dell'architetto A.J. Kropholler, e che ora ospita il Museo 'Hert fan Fryslân', che tratta vari temi della tradizione del villaggio e della Frisia in generale.
|  |

### De Haensmole
Altro edificio d'interesse ancora è De Haensmole, un mulino a vento risalente al XVIII secolo.

### Mulino De Bird
Un altro mulino del XVII secolo è anche il mulino De Bird.

### De Borgmolen
Un altro mulino a vento di Grou è De Borgmolen, risalente al 1895.

## Società

### Evoluzione demografica
Al censimento del 1º gennaio 2016, Grou contava una popolazione pari a 5.733, di cui 2852 erano donne e 2.881 uomini.

## Cultura

### Eventi
Notevole importanza nel calendario festivo di Grou riveste la Festa di San Pietro, che si svolge ogni 22 febbraio.

## Geografia antropica

### Suddivisioni amministrative
Buurtschappen
- De Burd
- Goatum

## Sport
- La squadra di calcio locale è il GAVC[13]